# Stodůlky (stanice metra)
Stodůlky (zkratka SD) jsou stanice metra v Praze, na lince B, na úseku V. B ve stejnojmenné čtvrti pod ulicí Jeremiášovou. Otevřena byla roku 1994. Její původně navrhovaný název byl Branka.

## Charakteristika stanice
Konstrukce stanice Stodůlky je velmi podobná stanici Smíchovské nádraží. Je hloubená, založena mělce pod zemí (13,1 m) a s ostrovním nástupištěm. To je konstruováno jako několikapodlažní a je podpíráno dvěma řadami sloupů.
Obklad v prostoru stanice je proveden modrými keramickými deskami či kovem. Stanice patřila k nejméně vytíženým; obrat cestujících zde dosahoval okolo 8 000 lidí (denně?), což je jen o nepatrně více než například ve stanicích Radlická nebo Kolbenova. V dnešní době (2014) se již situace změnila a obrat cestujících se značně zvýšil kvůli nově vystavěným administrativním komplexům velkých firem v blízkosti metra – například Siemens, Siemens Mobility, Interoute Czech, Hyundai Motors Czech, Diebold Nixdorf, Bisnode, Bayer, Stada Pharma, Komerční banka nebo Vodafone. Také byla již zčásti dostavěna (2019) obytná Britská čtvrť a staví se zde další domy pro bydlení i kancelářské budovy.

## Výstupy
Z nástupiště vedou na obou koncích výstupy po pevných schodištích; oba vestibuly jsou podzemní. Východní výstup, pod Jeremiášovou ulicí směrem k Šostakovičovu náměstí, byl zprovozněn současně se stanicí metra. Západní výstup, směrem k Chabům, byl sice postaven také současně s výstavbou stanice, avšak nebyl dokončen a zprovozněn, v prostoru nástupiště zůstal přístup ke schodišti zaslepen provizorní stěnou. Západní vestibul byl zastřešen velkou prosklenou konstrukcí, která 15 let chátrala a nikdy nebyla zpřístupněna. Původně byl výstup určen pro plánované panelové sídliště, z jehož výstavby sešlo. V roce 2008 započala výstavba Západního Města. V září 2009 Dopravní podnik hl. m. Prahy odstranil původní konstrukci vestibulu a zahájil výstavbu nové, současně zmodernizoval i některá technologická zařízení. Revitalizace a zprovoznění si vyžádaly náklady 284 milionů Kč a nový vestibul byl otevřen 10. září 2010.

## Fotogalerie

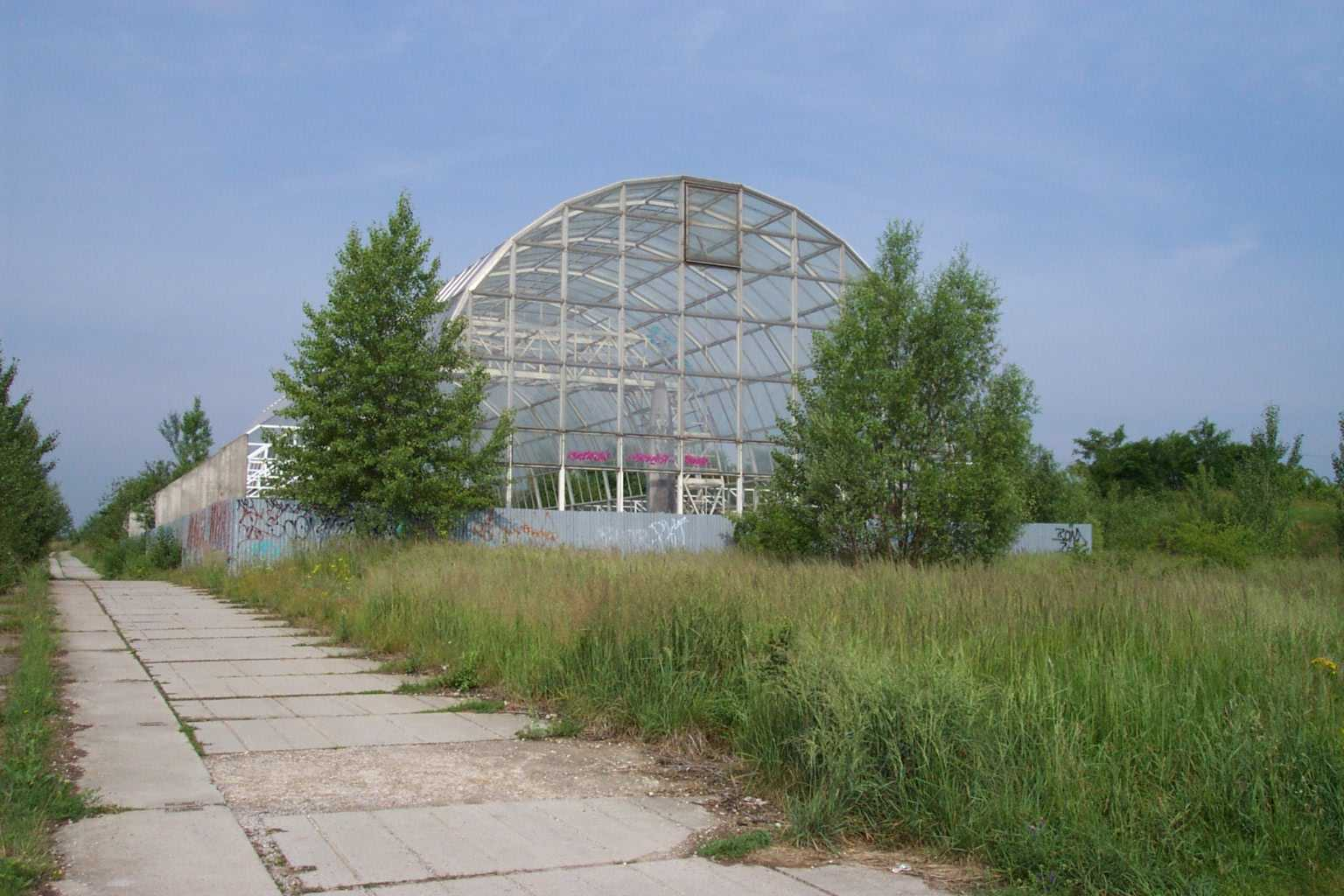
Západní vestibul před demolicí r. 2009
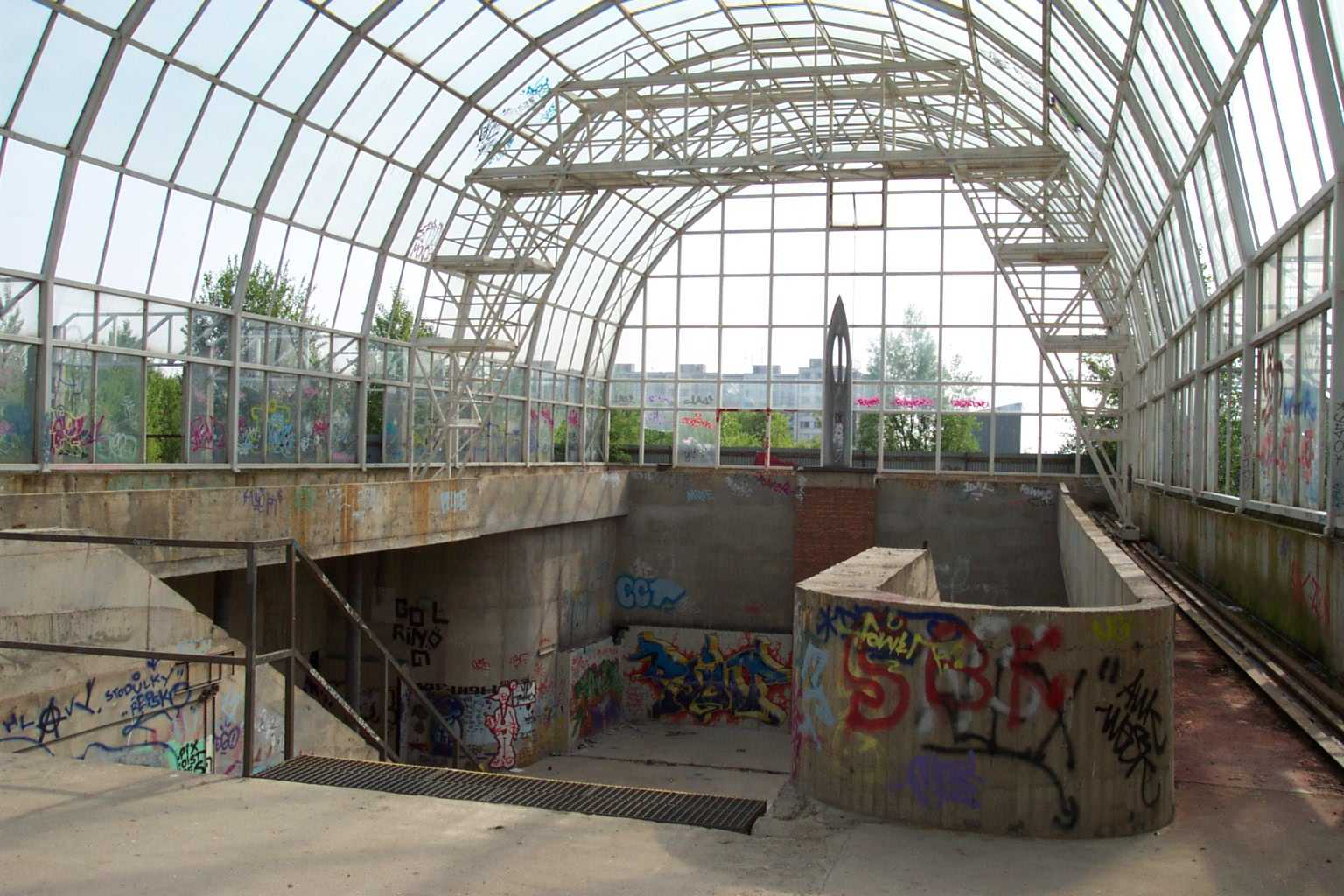
Západní vestibul před demolicí r. 2009
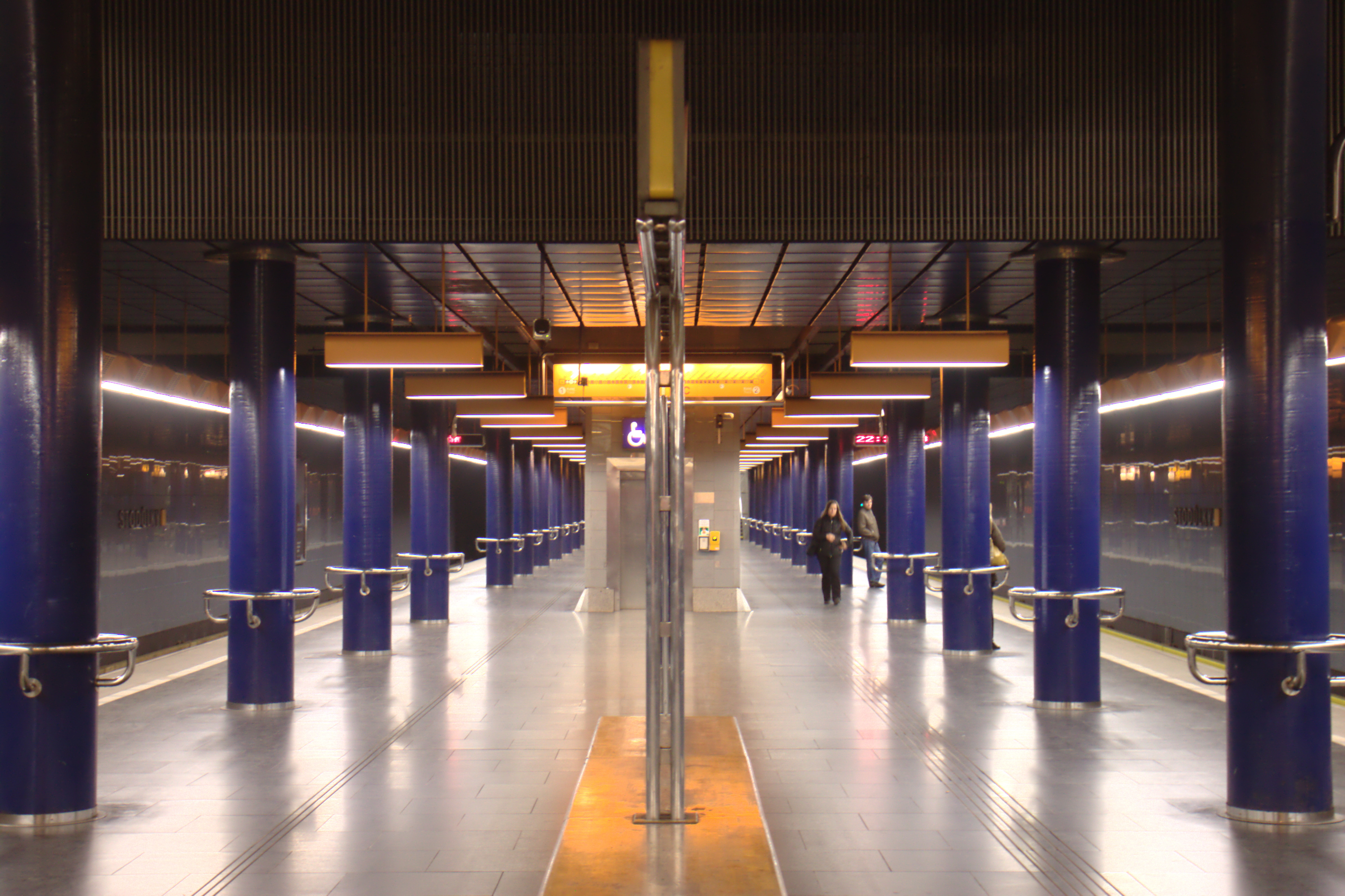
Nástupiště